# 1884 في فرنسا
فيما يلي قوائم الأحداث التي وقعت خلال عام 1884 في فرنسا.

## ظهور
- 1 يناير – الأرخبيل على النار رواية من تأليف جول فيرن.
- 1 يناير – نجمة الجنوب رواية من تأليف جول فيرن.

## كتب
من الكتب التي صدرت هذه السنة في فرنسا:
- 1 يناير – الأرخبيل على النار من تأليف جول فيرن.
- 1 يناير – نجمة الجنوب من تأليف Paschal Grousset [الإنجليزية]‏، جول فيرن.

## مواليد

### فبراير
- 6 فبراير – مارسيل كوهين

### مارس
- 6 فبراير – مارسيل كوهين

### أبريل
- 24 أبريل – أوتو فرويتزيم لاعب كرة مضرب ألماني.

### مايو
- 25 مايو – جان ريكارد بلوخ

### يونيو
- 13 يونيو – إتيان جيلسون
- 18 يونيو – إدوار دلادييه سياسي فرنسي.
- 27 يونيو – غاستون باشلار
- 30 يونيو – جورج دوهاميل مؤلف فرنسي.

### يوليو
- 20 يوليو – ليون سولومياك

### أغسطس
- 4 أغسطس – هنري كورنيه درّاج طريق فرنسي.
- 27 أغسطس – فينسنت أوريول

### سبتمبر
- 2 سبتمبر – غونار أسموسن دراج فرنسي.
- 9 سبتمبر – الأمير فرديناند، دوق مونتبنسير أمير فرنسي.
- 24 سبتمبر – غوستاف جريجو درّاج طريق فرنسي.

### أكتوبر
- 4 أكتوبر – فيليكس غوان سياسي فرنسي.

### نوفمبر
- 1 نوفمبر – ألبرت لندرس صحفي فرنسي.

### ديسمبر
- 26 ديسمبر – فيلكس إيبويه سياسي فرنسي.

## وفيات

### مارس
- 30 مارس – أدريان بونيت (مواليد 1820) سياسي فرنسي.

### أبريل
- 11 أبريل – جان-باتيست دوما (مواليد 1800) كيميائي فرنسي.